# Marcjanka (województwo mazowieckie)
Marcjanka – wieś sołecka w Polsce położona w województwie mazowieckim, w powiecie płockim, w gminie Wyszogród.
W latach 1975–1998 miejscowość administracyjnie należała do województwa płockiego.